# Cédric Andrieux
 (mai 2017).
Si vous disposez d'ouvrages ou d'articles de référence ou si vous connaissez des sites web de qualité traitant du thème abordé ici, merci de compléter l'article en donnant les références utiles à sa vérifiabilité et en les liant à la section « Notes et références ».
Cédric Andrieux est un danseur français né à Brest en 1977.

## Biographie
Après quatre années de formation au Conservatoire national supérieur de musique et de danse de Paris, il obtient le premier prix, mention très bien, premier nommé à l’unanimité en 1996. En 1997, il rejoint la compagnie de Jennifer Muller à New York, pour laquelle il danse pendant une saison.
De 1998 à 2007, Cédric Andrieux danse pour la compagnie de Merce Cunningham. Le chorégraphe créera une dizaine de pièces avec lui. Pendant ces neuf années dans cette compagnie, il danse à travers le monde, à l’Opéra Garnier, au Théâtre de la Ville, à la Brooklyn Academy of Music ou au New York State Theater. Il fait la couverture de Dance Magazine en 2003, ainsi que Danser en 2004.
En 2007, il est invité à intégrer le Ballet de l'Opéra de Lyon, compagnie pour laquelle il va danser trois ans, dans des rôles aussi divers que « Albrecht » dans la Giselle de Mats Ek, ou bien Newark de Trisha Brown.
Le chorégraphe Jérôme Bel crée pour et avec lui en 2009 le solo éponyme Cédric Andrieux, dont les premières représentations ont lieu au Théâtre de la Ville, dans le cadre du Festival d'automne à Paris. Cette pièce va être jouée plus de 400 fois, dans plus de 30 pays,,, Il a depuis assisté le chorégraphe sur la pièce Gala, créée en 2016, ainsi que sur Posé arabesque, temps lié en arrière, marche, marche, pièce créée pour le Ballet de l'Opéra national de Lyon, en 2017. En 2010, il travaille avec Mathilde Monnier, directrice du Centre chorégraphique de Montpellier. Il sera interprète dans Twin Paradox (2012) et assistant sur le remontage de la pièce Rose Variation pour le Ballet de Lorraine.
En 2010, Christophe Honoré lui demande d’être conseiller artistique sur son film Les Bien-Aimés, qui sera projeté pour la clôture du Festival de Cannes 2011. En 2013, il crée une pièce, Les Communs, coproduite par le CCN de Tours et présentée au festival Artdanthé, au Collège des Bernardins et pour le festival DANSE à New York.
En 2014, il est interprète pour Daniel Linehan, artiste à l’Opéra de Lille, dans la pièce Karaoke Dialogues.
En plus de sa carrière d’interprète, Cédric Andrieux enseigne depuis 2002 la danse au sein de nombreuses institutions, aussi diverses que le CNSMD de Lyon, le Centre national de danse contemporaine d’Angers, le CCN de Grenoble ou de Rennes, les Universités George Mason en Virginie, ou Jacksonville en Floride, le CND de Lyon, les compagnies de Philippe Decouflé, Jean-Claude Gallotta. Il est aussi intervenant auprès de la formation du diplôme d’État de professeur de danse (DE) et du certificat d’aptitude (CA) depuis 2006.
Il est régulièrement jury pour les examens de fin d’études du Conservatoire national supérieur de musique et de danse de Lyon, ainsi que pour différents concours de danse.
En 2015 Cédric Andrieux obtient un Master 2 de direction de projets culturels artistiques à l'Université Lyon 2. Il travaille ensuite à Nanterre-Amandiers (direction Philippe Quesne) et au Centre national de la danse (direction Mathilde Monnier), avant d'être un des membres fondateurs de BureauProduire où il accompagne pendant deux années en tant que directeur artistique différents artistes issus du théâtre et de la danse, tels que Maud Le Pladec, Vincent Thomasset, Émilie Rousset et Pol Pi.
En 2018, il est nommé directeur des études chorégraphiques au Conservatoire national supérieur de musique et de danse de Paris,,.
À l'occasion du centenaire de Merce Cunningham, célébré dans le cadre du Festival d'automne à Paris, il organise Cunningham x 100, à la Grande Halle de la Villette,,,,,.
En 2020, il est nommé au grade de chevalier de l'ordre des Arts et des Lettres par le ministre de la Culture Franck Riester.
En 2023, il est nommé directeur du ballet de l’Opéra de Lyon.